# 16425 Chuckyeager
16425 Chuckyeager è un asteroide della fascia principale. Scoperto nel 1988, presenta un'orbita caratterizzata da un semiasse maggiore pari a 2,2960876 UA e da un'eccentricità di 0,0911884, inclinata di 3,45660° rispetto all'eclittica.
L'asteroide è dedicato a Chuck Yeager, il primo pilota a superare la barriera del suono.